# 長谷川史佳
長谷川 史佳（はせがわ ふみよし）は、NHKのアナウンサー。

## 人物
福島県耶麻郡西会津町出身。福島大学卒業。2018年に入局。松江放送局でデビュー。

## 現在の担当番組
- 宮城県・東北地方のニュース

## 過去の担当番組
松江放送局時代（2018年度 - 2021年度）
- どーも、NHK（2018年6月3日・新人お披露目）
- あさイチ
  - 『JAPA－NAVI 島根で“肌にやさしい食材”大特集!』（2020年2月27日）
  - 『“美肌”と“長寿”のヒミツ!?島根でJAPA-NAVI』（2020年3月5日）ナビゲーター
- おはよう中国（R1：ラジオ第1）（広島放送局応援）（2021年4月26日）
- NHKニュースおはようちゅうごく（代理キャスター）（広島放送局応援）（2021年8月30日 - 9月3日）
  - 広島県内・中国地方のニュース・気象情報（広島放送局応援）（2021年8月30日 - 9月3日）
- しまねっとNEWS610（キャスター：2021年4月5日 - 2022年3月末）、中原真吾と隔週交代[注釈 1]
- おはよう島根（不定期）
- 島根県内のニュース
- しまねっと845（不定期）

青森放送局時代（2022年度-2024年度）
- あっぷるワイド（キャスター：2022年4月4日 - 2025年3月21日）
- あっぷるワイド845・645（不定期）
- 青森県内のニュース

仙台放送局時代（2025年度 - ）
- 海をこえたふすま絵～日本美術の魅力と魔力～（司会：＜全国放送＞2025年5月27日、6月1日）＜東北地方向け＞）
- てれまさ（宮崎慶太の代理キャスター：2025年8月18日 - 22日）